# Gregory Mathews
Gregory Macalister Mathews (10 september 1876 - 27 maart 1949) was een Australische amateurornitholoog. 
Mathews verwierf een vermogen dankzij aandelen in de mijnbouw en verhuisde in 1900 naar Engeland en hield zich vooral bezig met de vogelkunde. Tussen 1935 en 1938 was hij voorzitter van de British Ornithologists' Club, wat toen vooral een exclusief gezelschap was van leden van de British Ornithologists' Union dat zich richtte op biogeografie en het ontdekken van nieuwe vogelsoorten. Hij beschreef 39 vogelgenera en 42 soorten (10 samen met een andere auteur) waaronder Huttons pijlstormvogel (Puffinus huttoni).  Daarnaast beschreef hij meer dan 260 ondersoorten (waaronder de ondersoort Malurus splendens musgravi van het prachtelfje) en 30 herindelingen in nieuw benoemde geslachten (bijvoorbeeld Nesofregetta).   Hij stond bekend als een extreme splitter van taxa. Zijn meest bekende werk is het standaardwerk The birds of Australia in 12 delen, uitgegeven tussen 1910 en 1927.
In 1939 ontving hij een hoge onderscheiding (Orde van het Britse Rijk) voor zijn verdiensten voor de ornithologie.
In 1939 werd hij gekozen tot  Fellow of the Royal Australasian Ornithologists Union. Tussen 1946 en 1947 was hij voorzitter van deze unie.
- Australian Dictionary of Biography: mathews-gregory-macalister-7517
- Gemeinsame Normdatei: 116837861
- International Standard Name Identifier: 0000 0000 6399 498X
- Library of Congress Control Number: no95023763
- Nationale bibliotheek van Australië: 36174750
- Nederlandse Thesaurus van Auteursnamen: 203625811
- SNAC: w6bv8wjh
- Museum of New Zealand Te Papa Tongarewa: 32100
- Trove: 617234
- Virtual International Authority File: 34040708
- WorldCat: E39PBJmTtqfWVc7mqXMPHCGT73